# Robledillo de la Vera
Robledillo de la Vera é um município da Espanha na comarca de La Vera, província de Cáceres, comunidade autónoma da Estremadura. Tem 12,9 km² de área e em 2021 tinha 262 habitantes (densidade: 20,3 hab./km²).

## Demografia
| Variação demográfica do município entre 1991 e 2004 [carece de fontes?] | Variação demográfica do município entre 1991 e 2004 [carece de fontes?] | Variação demográfica do município entre 1991 e 2004 [carece de fontes?] | Variação demográfica do município entre 1991 e 2004 [carece de fontes?] |
| ----------------------------------------------------------------------- | ----------------------------------------------------------------------- | ----------------------------------------------------------------------- | ----------------------------------------------------------------------- |
| 1991                                                                    | 1996                                                                    | 2001                                                                    | 2004                                                                    |
| 465                                                                     | 372                                                                     | 324                                                                     | 324                                                                     |